# 斑胸钩嘴鹛
斑胸钩嘴鹛（学名：Erythrogenys gravivox），是画眉科大钩嘴鹛属的一种，分布于缅甸、老挝、中国大陆和越南。该物种的保护状况被评为无危。
斑胸钩嘴鹛的栖息地包括亚热带或热带的（低地）湿润疏灌丛、亚热带或热带的（低地）干燥疏灌丛、亚热带或热带的湿润低地林、亚热带或热带的高海拔疏灌丛、亚热带或热带的（低地）干草原和亚热带或热带的湿润山地林。

## 特征
斑胸钩嘴鹛体重约58.15克，翼长约91.3毫米，嘴峰长约34.5毫米，喙宽度约5.4毫米，喙厚度约6.6毫米，跗蹠长约36.1毫米，尾长约97.1毫米。斑胸钩嘴鹛在其分布区内为留鸟，食性为肉食性，主要食物来源是陆生无脊椎动物。

## 亚种
- ：分布于缅甸东北部至中国南部（云南）、老挝北部和越南西北部的山区。
- ：分布于中国西南地区（青海、四川南部和云南西北部）的山区。
- ：分布于中国西南部山区（青海东部至云南西北部地区）。
- ：分布于中国中部（甘肃南部、山西南部、四川北部、河南西部和湖北西北部）。
- ：分布于华南地区（四川东部至湖北西南部和贵州北部）。[2]